# Адевунми, Сэмюэл
Сэ́мюэл Адеву́нми (англ. Samuel Adewunmi; род. 1994, Камден, Лондон, Англия) — британский актёр. Он стал самым многообещающим новичком на церемонии вручения наград British Independent Film Awards, а также получил номинацию в категории Лучшая мужская роль за роль в фильме «Последнее дерево» (2019). Он был номинирован на премию BAFTA за роль в драме BBC «Ты меня не знаешь» (2021).
Он был назван международной звездой экрана 2019 года завтрашнего дня.

## Ранняя жизнь
Адевунми родился в Камдене (Лондон, Англия) в семье одинокой нигерийской матери йоруба, шеф-повара. Он и его брат выросли в поместье Мейден-Лейн к северу от станции «Кингс-Кросс Сент-Панкрас» в том же поместье, где снимали фильм «Железная удача». Он впервые открыл для себя драму через школьную постановку в третьем классе, а в восемь лет он поставил общественный спектакль в Кэмденском народном театре. Обучался Сэмюэл в Identity School of Acting.

## Карьера
В 2016 году Адевунми сыграл Бенедикта в третьей серии веб-сериала CBBC Online «Дикси» . Он дебютировал в полнометражном кино в роли Исаака в криминальном фильме «Работа в Хаттон-Гардене» (2017) и снялся в качестве приглашенной звезды в 10-м сезоне сериала «Доктор Кто» в эпизоде «Пожиратели света».
Адевунми возглавил фильм «Последнее дерево» и подписал контракт с United Talent Agency (UTA) вскоре после его премьеры на кинофестивале «Сандэнс» в 2019 году. За свою игру он получил награду «Самый многообещающий новичок» на церемонии вручения наград British Independent Film Awards и был номинирован на категорию Лучшая мужская роль. Он также получил две номинации на Национальную кинопремию Великобритании. В 2020 году он снялся в роли Карсера Дана в адаптации BBC America романа Терри Пратчетта в виде телесериала «Стража» и короткометражного фильма «Жестяная удача».
В 2021 году Адевунми снялся в триллере ITV Анджела Блэк и возглавила адаптацию BBC One «Ты не знаешь меня» в качестве героя. За последний он был номинирован на премию Британской академии телевидения в категории «Лучшая мужская роль». Адевунми дебютирует на профессиональной сцене, сыграв главную роль в мировой премьере фильма Trouble in Butetown в театре Donmar Warehouse в феврале 2023 года.
В 2023 году, Сэмюэл принял участие в сериале «Секретное вторжение», события которого происходят в медиафраншизе «Кинематографическая вселенная Marvel» в роли мятежника-скрулла Бито.

## Фильмография

### Фильмы
| Год  | Название                | Роль   | Комментарии            |
| ---- | ----------------------- | ------ | ---------------------- |
| 2017 | Работа в Хаттон-Гардене | Исаак  |                        |
| 2019 | Последнее дерево        | Феми   |                        |
| 2019 | Рождённый королём       | Марзук |                        |
| 2020 | Жестяная удача          | Трея   | Короткометражный фильм |

### Телевидение
| Год  | Название                   | Роль                      | Комментарии                           |
| ---- | -------------------------- | ------------------------- | ------------------------------------- |
| 2014 | Пропавший без вести        | Менеджер                  | 2 эпизода                             |
| 2016 | Дикси                      | Бенедикт                  | Веб-сериал; 3-й эпизод (40 эпизодов)  |
| 2017 | Главный подозреваемый 1973 | Билли Майерс              | 2 эпизода                             |
| 2017 | Доктор Кто                 | Vitus                     | 10-й сезон Эпизод: «Пожиратели света» |
| 2018 | Счастливчик                | Кит                       | Эпизод: «The Zero Option»             |
| 2020 | Стража                     | Карцер Дун                | Главная роль                          |
| 2021 | Анжела Блэк                | Эд Харрисон / Тео Уолтерс | Главная роль                          |
| 2021 | Ты меня не знаешь          | Герой                     | Мини-сериал: главная роль             |
| 2023 | Секретное вторжение        | Бито                      | Мини-сериал                           |

## Награды и номинации
| Year | Award                                                                         | Category                                                           | Work              | Result    | Ref    |
| ---- | ----------------------------------------------------------------------------- | ------------------------------------------------------------------ | ----------------- | --------- | ------ |
| 2019 | Премия британского независимого кино                                          | Премия BIFA за лучшую мужскую роль в британском независимом фильме | Последнее дерево  | Номинация | [ 11 ] |
| 2019 | Премия британского независимого кино                                          | Самый перспективный новичок                                        | Последнее дерево  | Победа    | [ 11 ] |
| 2020 | Национальная кинопремия Великобритании Национальная кинопремия Великобритании | Лучший актёр                                                       | Последнее дерево  | Номинация | [ 12 ] |
| 2020 | Национальная кинопремия Великобритании Национальная кинопремия Великобритании | Лучший новичок                                                     | Последнее дерево  | Номинация | [ 12 ] |
| 2022 | Телевизионные премии Британской академии                                      | Лучший актёр                                                       | Ты меня не знаешь | Номинация | [ 13 ] |